# Vanessa Paradis
Vanessa Chantal Paradis (Saint-Maur-des-Fossés, 22 de desembre de 1972), és una cantant i actriu francesa.

## Vida privada
Els seus pares, André Paradis i Corinne Payn tenen una altra filla, Allyson Paradise, també actriu. Des del juny de 1998 fins al juny de 2012 va viure amb l'actor estatunidenc Johnny Depp amb qui ha tingut dos fills (Lily-Rose Melody Depp i John Christopher 'Jack' Dep III).

## Discografia
- M & J (1988)
- Variations Sur Le Même T'aime (1990), escrit per Serge Gainsbourg
- Vanessa Paradis (1992), escrit per Lenny Kravitz
- Vanessa Paradis Live (1994)
- Bliss (2000)
- Vanessa Paradis live au Zenith (2001)
- Divinidylle (2007)

## Filmografia parcial
- Noce blanche (1989)
- Elisa (1995)
- Amor embruixat (Un amour de sorcière) (1997)
- Une chance sur deux (1998)
- La fille sur le pont (1999)
- Atonik Circus- Le retour de James Bataille (2004)
- Mon ange (2004)
- L'Arnacœur (2009)
- Un monstre à Paris (2010)
- Café de Flore (2012)
- Yoga Hosers (2016)
- Foto de família (2018)
- Un couteau dans le cœur (2018)